# Heteropsammia cochlea
Heteropsammia cochlea là một loài san hô trong họ Dendrophylliidae. Loài này được Spengler mô tả khoa học năm 1781.